# 인도-중국 국경 분쟁
인도-중국 국경 분쟁(印度中國 國境 紛爭, 영어: Sino-Indian border dispute)은 중화인민공화국과 인도 양국의 국경에 대한 분쟁이다. 1962년 10월 20일부터 11월 21일에는 급기야 군사적 충돌이 발생했다.

## 같이 보기
- 중소 국경 분쟁
- 2017년 인도-중국 국경 분쟁